# Szent István tér (Esztergom)

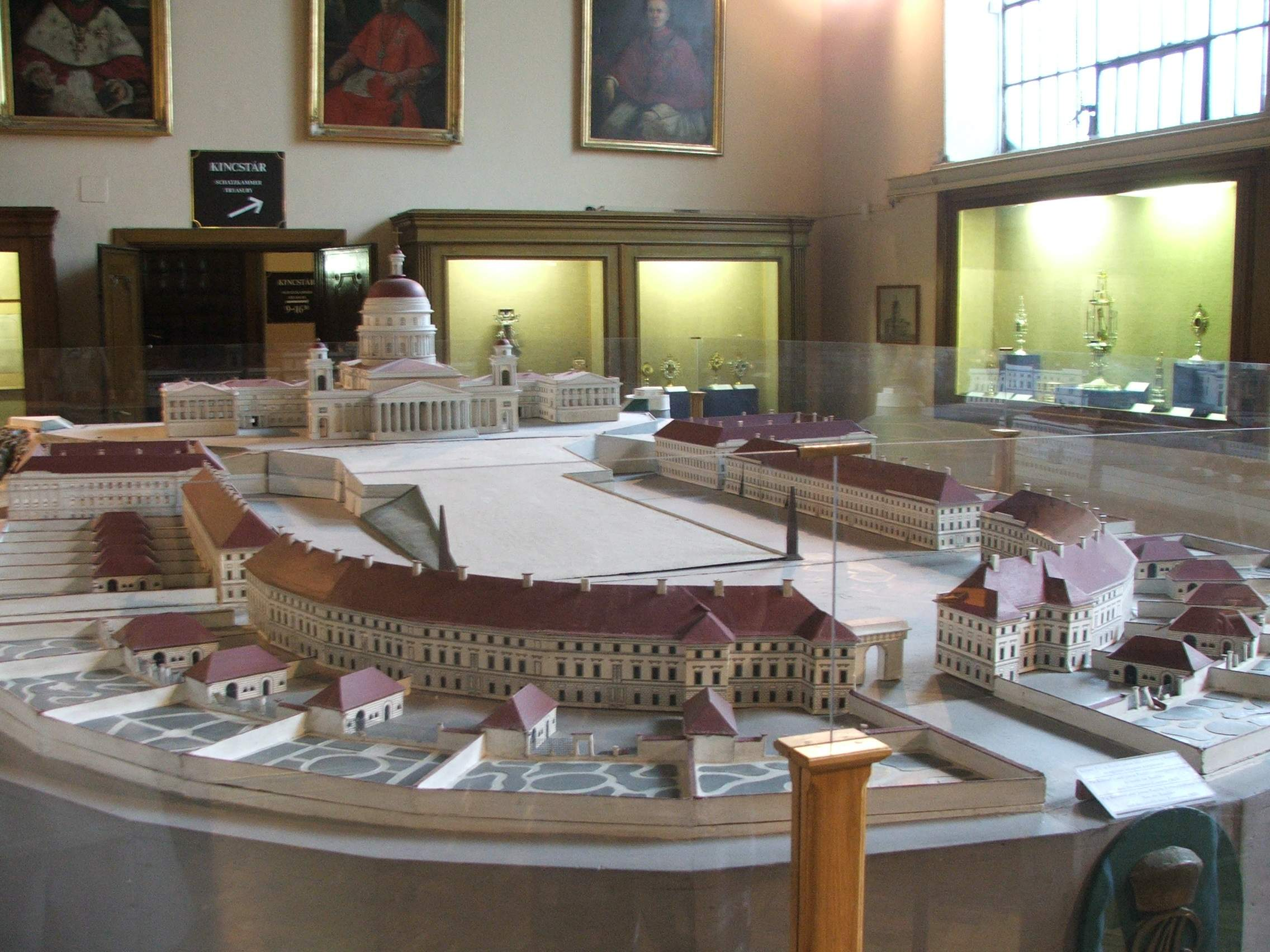
A Várhegy eredeti, 1821-es tervei a Főszékesegyházi Kincstárban kiállítva

Az esztergomi Szent István tér a főszékesegyház előtt, a Várhegyen terül el.

## Nevének története
Míg az 1883-as térképeken a tér még névtelen, tíz év múlva már Káptalan térnek nevezték. Később két néven is illették a mai teret: nyugati vége a Bazilika tér, keleti vége a Káptalan tér lett. 1930-ban az előbbi a Szent István tér nevet kapta, majd 1950-ben az egészet Béke térnek nevezték el. A rendszerváltás után az addigi két tér visszakapta a Szent István tér nevet, a Béke tér pedig kisebb lett, akkor nyerte el mai formáját.

## Leírása
A tér kelet-nyugati irányba húzódik. Közepénél a Várhegyre vezető, hatalmas mesterséges rámpa osztja három részre teret. Ez alatt a rámpa alatt kiterjedt pincerendszer található, valamint alatta halad keresztül a Sötétkapu nevű alagút. Nyugati végét a királyi vár és bazilika uralják, északról és délről az egyenként 7500 m²-es kanonoksori épületek, az Ószeminárium, keletről pedig a segédpüspöki palota határolják. A kanonoksori épületek 6-6 lépcsőházas, háromemeletes, klasszicista stílusú házsort alkotnak. 1828-ban épültek fel Kühnel Pál tervei alapján, de Packh János volt a kivitelező. A déli kanonoksor előtt, a téren keresztül halad a 11-es főút. A tér keleti végén áll a műemléki kis püspöki palota, ahol sokáig a Balassa iskola működött. A bazilikától északra egy szabadtéri oltár jelzi, hol állt az a Géza fejedelem által emelt templom, ahol megkoronázták Istvánt.

## Története
A bazilika építésekor egy egységes teret képzelt el Rudnay Sándor érsek, aminek nyugati végét egy érseki palota zárja le a Várhegy tetején, a bazilika két oldalán. A tér keleti, bazilikával szembeni végét egy félkörívet alkotó épületegyüttes adta volna. Az északi oldalon álló Ószemináriumnak a Sötétkapu másik végén szintén épült volna egy párja, így az egész teret szimmetrikussá téve. Ezen tervek közül egy sem valósult meg pénz hiányában. A tér keleti vége azóta beépült lakóházakkal, így az lezáratlan maradt. A huszadik században a kanonoksor épületeinek állaga nagyon leromlott, az déli épületsorban az ötvenes évek végéig a Szemüvegkeretgyár, majd 1959-től a Medicor gyár működött, a kertben ipari csarnokot emeltek. Az épületet önkormányzat 1998-ban 10 millió forintért szerezte meg. Az északi épületsor nagy részében orosz laktanya kapott helyet. Felújítása 2003-ban kezdődött meg és 2008 október végén fejeződött be. Ide a Balassa Bálint Gazdasági Szakközépiskola és Szakiskola költözött (Beleolvadt a Berzeviczy Gergely Közgazdasági Szakközépiskola). A városvezetés célja a kanonoksori épületben egy oktatási negyed kialakítása. 2005-ben teljesen új tervek készültek a tér keleti végének befejezésére. Ide került volna a Szent István Gimnázium és a Helischer József Városi Könyvtár is. A nyertes pályázatban szereplő modern épület viszont lerövidítette volna a teret, így a lakosság és az egyház ellenállása miatt megbukott a terv. 2006 óta az önkormányzat már az eredeti tervek szerint tervezi az épületsor befejezését. A bazilika felszentelésének 150-dik évfordulójára újult meg teljesen az Ószeminárium és nyílt meg a forgalom előtt a Sötétkapu Szentgyörgymező irányából. 2007 januárjában a város a Pázmány Péter Katolikus Egyetemnek adta déli kanonoki épületsort, ahol műszaki, informatikai és informatikatanári képzést fog folytatni az egyetem.

## Szobrok
A vár északi rondelláján áll Melocco Miklós hatalmas, tizenkét méter magas szobra, ami István megkoronázását ábrázolja. A süttői mészkőből készült művet 2001-ben avatták fel. A két alakot két íves kőborda kapcsolja össze, a szobor tetején kereszt áll
A Várhegyre vezető rámpa négy sarkában négy műemléki, barokk szobor áll, mindegyik hasáb alakú talapzaton.
1. Délnyugati végén, a rámpa tetején Szent István 1770–1771-ben készült szobra. A király fején a Szent Koronával jobbjában a jogart, baljában országalmát tartja. A királyon 17–18. századi nemesi viselet van. A mű Hebenstreit József alkotása, aki eredetileg az 1770-ben épült régi templom homlokzatára készítette.
2. Az északnyugati oldalon, Szent István szobrával szemben áll Szent László alakja. Baljában kardot, jobbjában bárdot tart, fején a Szent Korona, öltözete szintén 17–18. századi nemesi viselet. Ez a szobor egyidős a Szent István szoborral, Hebenstreit József alkotása.
3. A rámpa alján, az északkeleti csücskén áll Boldog Özséb esztergomi kanonok alakja papi öltözékben. Bal kezében könyvet tart. Ez a szobor 1780-ban  készült. Eredetileg a Fürdő Szálló melletti Nepomuki Szent János-szobor két oldalára állíttatta a Szent Kőrösi Márk szoborral 1780-ban Görgey Márk kanonok.
4. A Szent Kőrösi Márk-szobor is 1780 körüli. A tér délkeleti végén áll papi öltözetben, jobb kezében pálmaággal.
A négy szobrot 2008-ban újították fel.
A Várhegy tetején, a bazilika előtt áll a bronzból készült Magyarok Nagyasszonya szobor, amit Pór Antal esztergomi kanonok állíttatott. Kis György szobrászművész a honfoglalás millenniumának alkalmából készítette, felállítására 1905-ben került sor. A 2 méter magas szobor egy 3,7 méteres posztamensen áll.
A bazilikától délre áll a szintén műemlék Kukländer–Mária-szobor.
A barokk szobrot 1710 körül Állíttatta Kukländer Ferenc esztergomi városparancsnok felesége, Thrückl Benigna. Magyarország egyik legrégibb köztéri alkotása. A talapzatát 1991-ben helyreállították. A fején koronát viselő Mária-szobor jobb kezében az országalmát tartó Jézust, bal kezében pedig jogart tart. A szobor pillérén megtalálható a Kukländer család címere.
A bazilikától északra áll Szent István király lovas szobra, ami Medgyessy Ferenc 1953-as alkotása.
Ezt 1992-ben a Vízivárosból, a Prímási palota elől helyezték át mai helyére. A szobor környékén született István király.

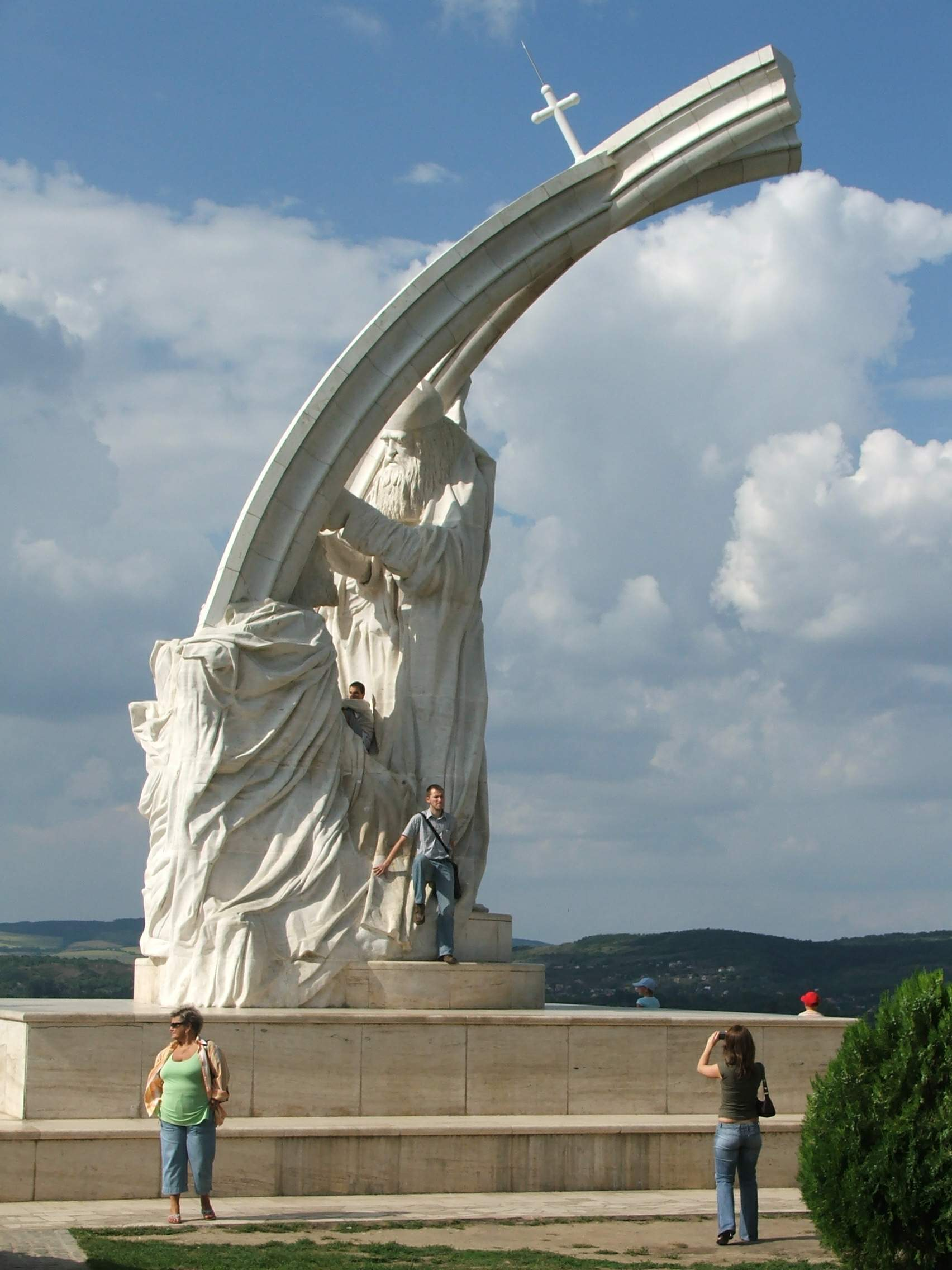
Melocco Miklós: István megkoronázása

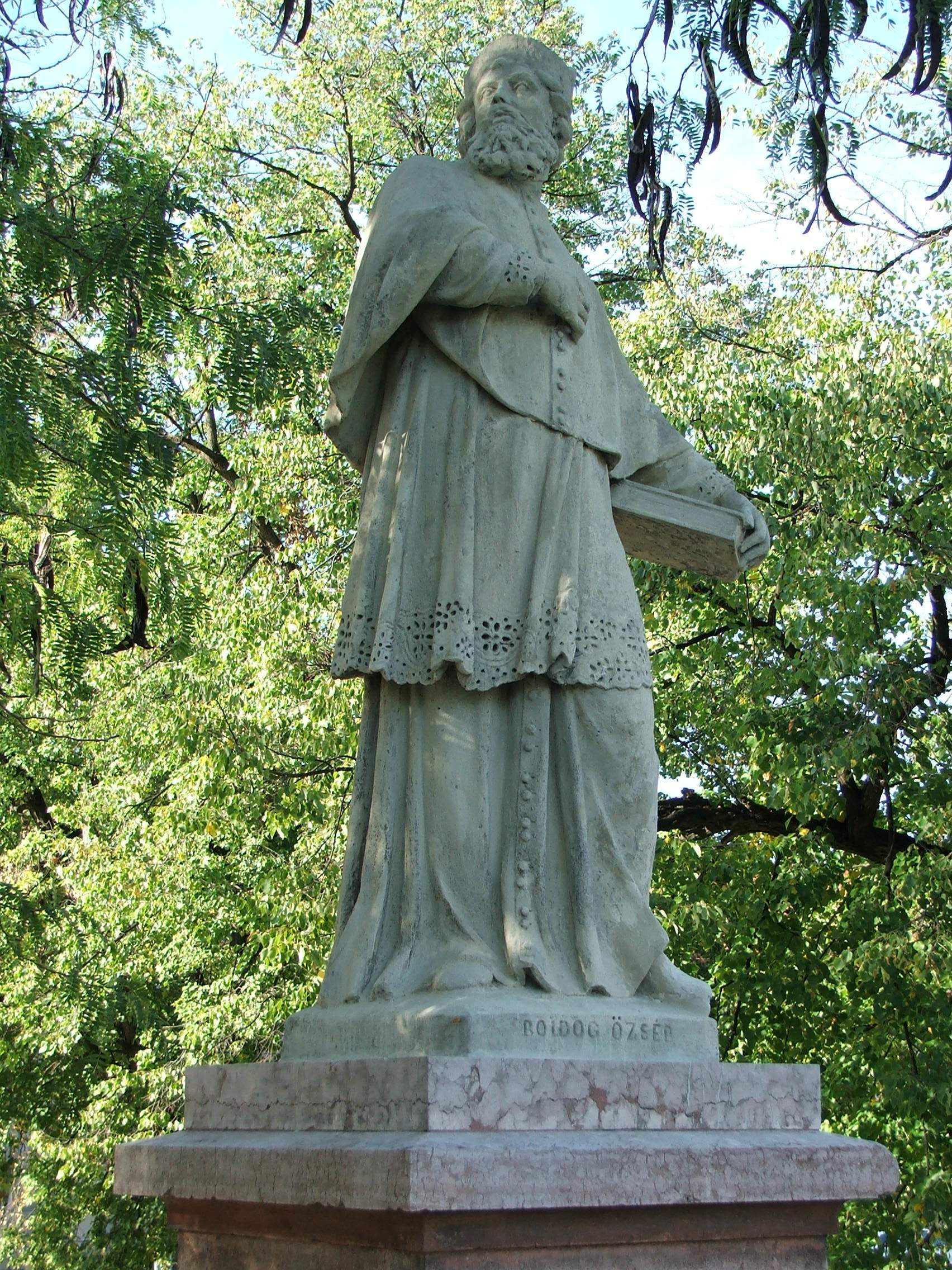
Boldog Özséb szobra

## Légi felvételek

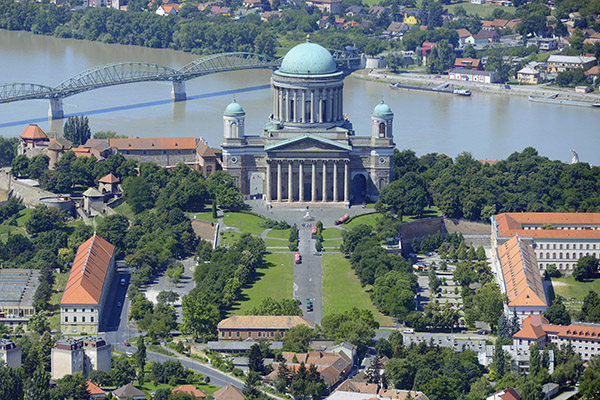
Esztergom, Szent István tér légi felvételen
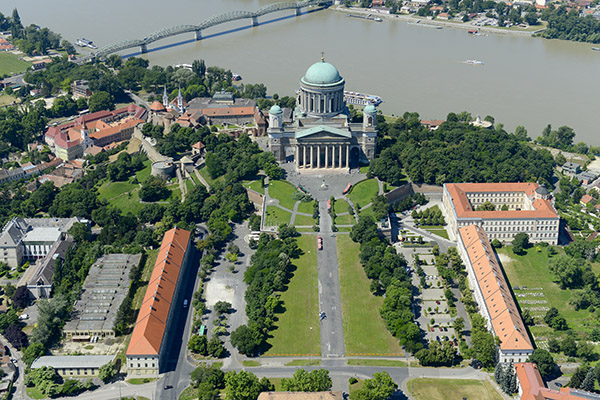
A Szent István tér látképe madártávlatból
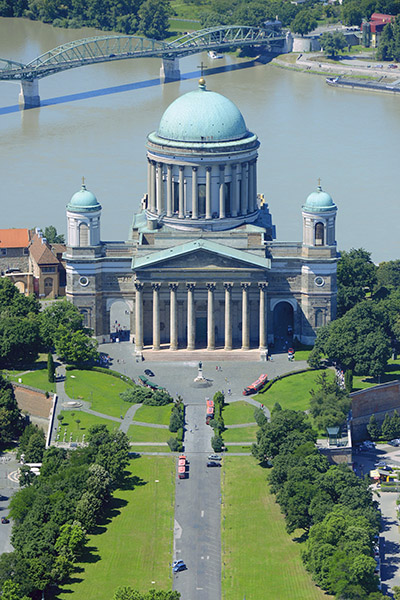
Az Esztergomi bazilika a magasból
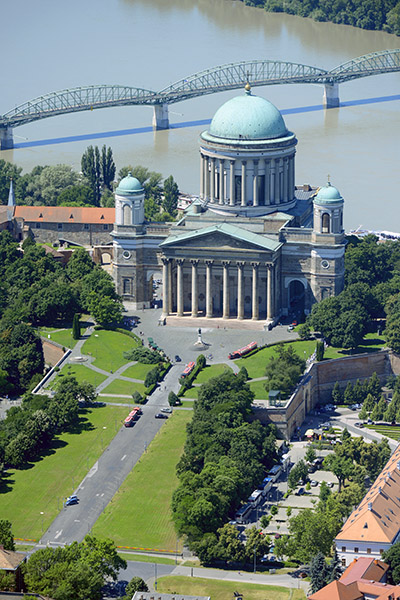
Szent István tér - légi fotó (Esztergom)
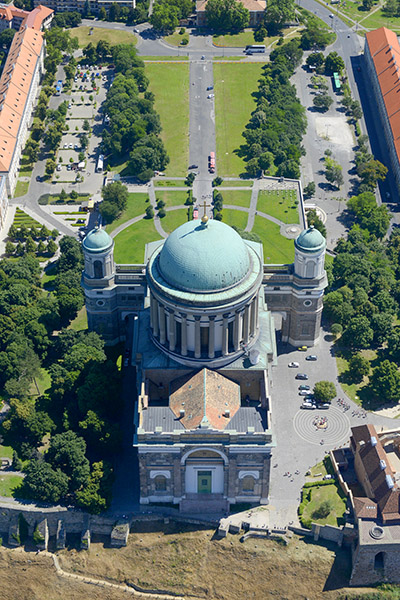
A Bazilika és a Szent István tér a levegőből